# Apanteles lizeri
Apanteles lizeri är en stekelart som beskrevs av Blanchard 1947. Apanteles lizeri ingår i släktet Apanteles och familjen bracksteklar. Inga underarter finns listade i Catalogue of Life.